# ميثيلي
ميثيلي هي ممثلة هندية، ولدت في 24 مارس 1988 في الهند.

## وصلات خارجية
- ميثيلي على موقع IMDb (الإنجليزية)
- ميثيلي على موقع قاعدة بيانات الفيلم (الإنجليزية)